# Santiago Masó i Valentí
Santiago Masó i Valentí (Girona, 1878 - 1960) fou un advocat, periodista i polític català, germà de l'arquitecte Rafael Masó i Valentí, diputat a les Corts Espanyoles durant la restauració borbònica.

## Biografia
El seu pare, Rafael Masó i Pagès, era procurador als tribunals. Va estudiar batxillerat als Maristes amb Tomàs Carreras i Artau, i es llicencià en dret a la Universitat de Barcelona el 1900. El 1901 va ingressar a la Joventut Catalanista de Girona i participà en algunes manifestacions catalanistes, raó per la qual fou empresonat del 6 al 8 de gener de 1902. El 1903 es va doctorar a la Universitat de Madrid i començà a treballar com a passant de Joan de Déu Trias de Bes.
El 1899 va fundar amb el seu pare el Diario de Gerona, i el va succeir com a director el 1915. També va dirigir les revistes Vida i L'Enderroch, on hi va publicar Prudenci Bertrana. El 1909 fou un dels fundadors de la Caixa de Pensions per a la Vellesa i d'Estalvis a Girona. De 1914 a 1918 fou president de l'Associació de Periodistes de Girona. El 1926 fou multat per les autoritats de la Dictadura de Primo de Rivera. Entre 1916 i 1934 va ser redactor d'El Gironès, portaveu del Centre Catalanista de Girona i sa Comarca, adscrita a la Unió Catalanista.
El 1913 es va incorporar al Col·legi d'Advocats de Girona, i es va especialitzar en dret català. Gràcies al seu prestigi fou escollit regidor de l'Ajuntament de Girona el 1914-1916 i diputat per la Lliga Regionalista pel districte de Vilademuls a les eleccions generals espanyoles de 1918. El 1918 es va casar amb Carme de Vinyals i de Font, esdeveniment que va motivar la compra d'una casa annexa a la casa pairal de la nissaga Masó al carrer Ballesteries de Girona per tal d'ampliar l'edifici.
De 8 de gener a 23 de febrer de 1936 va ser nomenat comissari-delegat de la Generalitat de Catalunya. El 1936 fou nomenat degà del Col·legi d'Advocats de Girona, però no va poder ocupar el càrrec fins al 1940. Arran de la guerra civil, el 10 de juliol de 1937 el matrimoni va haver de fugir per la seva implicació política en direcció a Marsella, des d'on van retornar a l'Espanya nacional i es van establir a Sant Sebastià. En les cartes que s'enviaven amb la família, signaven com a dues tietes solteres amb els noms de Florentina i Eulàlia per no aixecar sospites. Després de la guerra, van retornar a Girona.

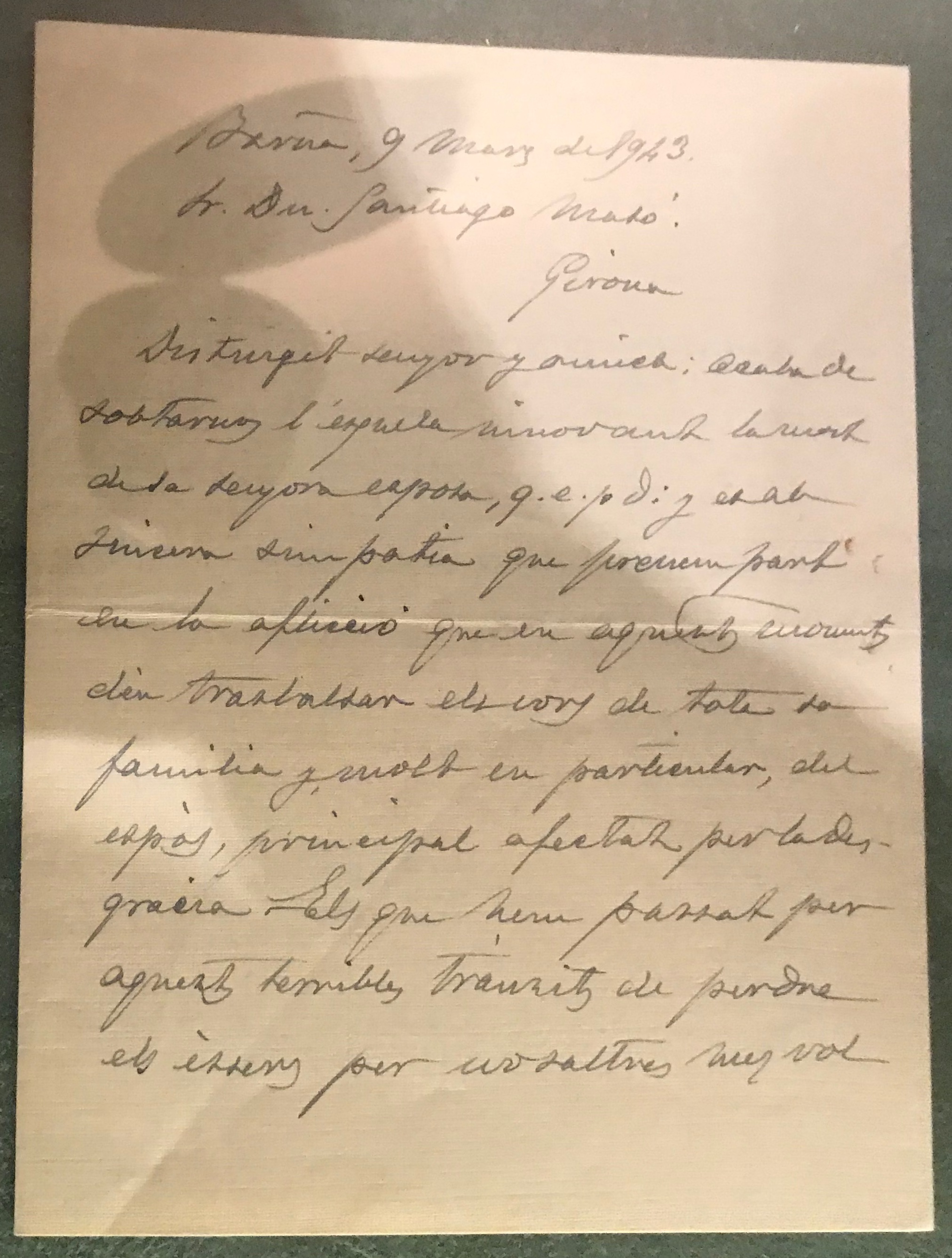
Carta de condol de Caterina Albert a Masó per la mort de Vinyals, a l'exposició Elles també hi eren.

Durant la postguerra, va ser president del Consell Diocesà dels Homes d'Acció Catòlica i es va dedicar a reorganitzar aquesta institució fins que es va retirar el 1958. Aleshores va ser distingit amb la Medalla d'Or al Mèrit en la Justícia, de l'Orde de Sant Ramon de Penyafort.
Santiago Masó va morir el 1960. El seu matrimoni no va tenir descendència.

## Fons personal
L'any 1995, el seu nebot Narcís-Jordi Aragó i Masó, va fer donació del fons de Santiago Masó i Valentí a la Universitat de Girona. El fons està format per la biblioteca personal de Santiago Masó i Valentí, heretada del seu pare Rafael Masó i Pagès i ampliada pel mateix Narcís-Jordi i el seu pare Estanislau Aragó i Turon, també procurador als tribunals.
Les principals obres que componen el fons són una col·lecció de la Revista Jurídica de Catalunya d'entre els anys 1898 i 1975, el Diccionario Administrativo Alcubilla (1956-1971) i la primera edició de l'Enciclopedia Jurídica Española de l'any 1910.
El Fons Masó és un exemple de biblioteca d'advocat del principi del segle xx i constitueix una part substancial del fons jurídic antic de la Universitat de Girona. El fons és útil per a l'estudi de la codificació del segle xix des de l'òptica catalana. Juntament amb altres fons jurídics constitueix l'anomenat Fons Antecessores, que es pot consultar a la Biblioteca de la Universitat de Girona, al campus de Montilivi.
L'exlibris del Fons Masó es va dissenyar a partir d'una rajola de l'arquitecte Rafael Masó i Valentí dedicada al jurista Santiago: la balança de la justícia espanyola envoltada per les tres lletres llatines de la paraula IVS.
Per altra banda, l'Arxiu Municipal de Girona reuneix el conjunt de documentació generada per l'advocat en l'exercici de la seva vida professional. També inclou documents notarials d'èpoques anteriors.